# Technomyrmex foreli
Technomyrmex foreli är en myrart som beskrevs av Carlo Emery 1893. Technomyrmex foreli ingår i släktet Technomyrmex och familjen myror.

## Underarter
Arten delas in i följande underarter:
- T. f. affinis
- T. f. foreli